# Barbara Uehling
Barbara Uehling Charlton (* 12. Juni 1932 in Wichita (Kansas), USA; † 2. Januar 2020 in San Diego, Kalifornien) war eine US-amerikanische Psychologin, Hochschullehrerin und Universitätspräsidentin. Sie war die erste Frau, die eine Land-grant University leitete.

## Leben und Werk
Uehling war die Tochter von Roy W. und Mary E. Hilt Staner. Sie studierte Psychologie an der Wichita State University, wo sie 1954 ihren Bachelor-Abschluss erhielt. Sie promovierte in experimenteller Psychologie an der Northwestern University und lernte dort ihren ersten Ehemann Edward Uehling kennen. 
Danach war sie als Pädagogin und Forscherin an der Oglethorpe University und der Emory University und ab 1969 als Dekanin an der Roger Williams University tätig. 1974 wurde sie Dekanin des College of Arts and Sciences an der Illinois State University in Normal (Illinois) und war anschließend ab 1976 Provost an der University of Oklahoma. 1978 wurde sie zur 3. Kanzlerin der University of Missouri in Columbia (Missouri) ernannt und erste Leiterin einer Land Grant University. Von März 1987 bis Juni 1994 war sie als erste Frau die vierte Kanzlerin der University of California, Santa Barbara.
Mit ihrem zweiten Ehemann Richard M. Charlton hatte sie zwei Kinder und drei Stiefkinder. Sie starb an den Folgen der Alzheimer-Krankheit im Alter von 87 Jahren in San Diego.